# Луций Елий Туберон
Луций Елий Туберон (на латински: Lucius Aelius Tubero) е политик и сенатор на Римската република през 1 век пр.н.е.
Произлиза от плебейската фамилия Елии, клон Туберон, и е близък приятел на Цицерон и брат му Квинт Тулий Цицерон. Баща е на Квинт Елий Туберон (консул 11 пр.н.е., ‎‎баща на Секст Елий Кат, консул 4 г. и дядо на Елия Петина, втората съпруга на по-късния император Клавдий през 28 г.).
Той е заедно с Цицерон лейтенант през войната против марсите (91 – 88 пр.н.е.). След това е с Квинт легат в Азия. След избухването на гражданската война през пролетта 49 пр.н.е. Туберон се бие при Фарсала против Гай Юлий Цезар. Назначен е от Сената за проконсул, управител на Африка, след Гай Консидий Лонг. Помпеанецът Публий Атий Вар обаче поема провинция Африка, съставя два легиона и не пуска Туберон да се приземи в Африка. Цезар го реабилитира след 48 пр.н.е. и той се връща със сина си в Рим.
Той е също литерат и философ.